# Store tal
Store tal bruges inden for en række matematiske og naturvidenskabelige discipliner. En række matematikere og computerteoretikere har arbejdet med at generere store tal. Fx Knuths pil op-notation, Mosers notation og Ackermanns funktion. Sidstnævnte finder stor anvendelse inden for algoritmeteori. Det største brugte tal i matematiske beviser er Grahams tal.

## Brug af videnskabelig notation
Videnskabelig notation blev konstrueret for at styre det brede omfang af værdier, som findes i videnskabelige emner.
1,0 × 109 betyder milliard: et 1-tal efterfulgt af ni nuller: 1 000 000 000, og 1,0 × 10−9 betyder en i milliartendedel eller 0,000 000 001. Ved at skrive 109 i stedet for ni nuller, sparer man en masse nuller bare for at se, hvor langt tallet er.

## Den lange og den korte skala
Der er to modstridende systemer til navngivning af store tal, der begge er baseret på talord fra latin. 
I Danmark og mange andre lande, herunder de fleste europæiske og deres tidligere kolonier, bruges normalt den såkaldte lange skala, hvor  106n (fra n=2) betegnes med det latinske ord for heltallet n kombineret med endelsen '-llion', fx trillion = 1018. 106n+3 betegnes så med endelsen "-lliard" på samme rod, fx trilliard = 1021. 
I andre, særligt engelsktalende, lande bruges den korte skala, hvor  (n)-llion betegner 103n+3, således at trillion = 1012. Storbritannien brugte i en årrække den lange skala, men er siden officielt gået over til den korte.
Guinnes Rekordbog har optaget "centillion" - i begge de to forskellige  betydninger - som "det største leksikografisk anerkendte tal", altså det største som findes i (anerkendte) ordbøger.
På arabisk og visse andre mellemøstlige sprog bruges varianter af "milliard" om 109, som i den lange skala, mens den korte skala bruges fra 1012("billion") og opefter.
Forskellene er særligt et problem, når der kommunikeres på tværs af sprog- og landegrænser, og særligt ved laveste tvetydige tal, "billion" og "trillion", der ofte bruges både i daglig tale og skrift  fx når der tales om nationaløkonomi og globale befolkningstal. De større tal bruges oftest i en faglig sammenhæng, hvor det er mere naturligt at bruge videnskabelig notation, og hvor deltagerne typisk er opmærksomme på faldgruben.
Ved angivelse af fysiske størrelser og lagerenheder bruges ofte SI-præfiks i stedet for talord, fx terawatt (TW) og gigabyte.

## Store tal i astronomi
Store tal for længde og tid findes i astronomi og kosmologi: Den nuværende big bang-model af universet siger, at det er 13,7 milliarder år (4,3 × 1017 sekunder) gammelt, og at det observerbare univers er 93 milliarder lysår i diameter (8,8 × 1026 meter) og indeholder 5 × 1022 stjerner, der ligger i omkring 125 milliarder (1,25 × 1011) galakser ifølge observationer af Hubble-rumteleskopet. Antallet af partikler i universet er i Simon Singhs bog om Fermats sidste sætning angivet til 1089. Det giver en fornemmelse af store tals størrelse.

## I hverdagen
- Antallet af bits på computerharddisk (i 2009 er det typisk omkring 1013, 500-1000 GB)
- Antallet af celler i menneskets krop (mere end 1014)
- Antal måder man kan blande et spil spillekort på (52! svarende til ca. 8,07 * 1067)